# Замєховські

Варіант гербу Гриф

Замєховські гербу Гриф — за даними о. Каспера Несецького ТІ, шляхетський рід у Руському та Подільському воєводствах. Прізвище походить від назви їхнього дідичного поселення Заміхова (пол. Zamiechów). Адам Бонецький твердив, що початок роду (також Кашицьким) дав Пйотр Голомбек (маєністю його брата Яна була, зокрема, Зимна Вода).

## Представники
- Єнджей — чоловік Хлевіцької,
- Ім'я невідоме — зять рогатинського старости Петра Боратинського, чоловік його доньки Софії[2],,
- Самуель — чоловік Кристини Потоцької, дочки кам'янецького каштеляна Анджея (Єнджея) Потоцького гербу Пилява,
- Зофія (1-mo v. Ґольська, 2-o v. Лянцкоронська, 3 v. Тишкевич) — дідичка Підгаєць, одна з найбільш авантурних жінок Речі Посполитої початку XVII століття,
- Станіслав,
  - Павел — земський перемиський підсудок[3],
  - Ґабріель — дідич маєтків Янова Теребовельського,
  - Самуель,
  - Жигмонт,
  - Маріанна — дружина подільського підкоморія Богуша,
- Анна — дружина Єжи Замойського,
- Анна — дружина Станіслава[4] Замойського,
- Александра — дружина брацлавського стольника Миколая Вітринського,
- Самуель — спадкоємець Зофії; Станіслав «Ревера» став власником Підгаєць після укладення угоди з ним, також з Адамом Єронімом Сенявським, який переказав йому свої «вірительності», забезпечені на Підгайцях.[5][6].